# Eric Ros (konstnär)
Eric Andreas Ros (Roos), född 25 september 1920 i Ersmark, Skellefteå socken, Västerbottens län, död 21 februari 1975, var en svensk målare.
Han var son till hemmansägaren Olof Roos (1886–1953) och Signe Marklund (1895–1971). Ros arbetade inom en mängd yrken innan han omkring 1950 beslöt sig för att bli konstnär. Han var huvudsakligen autodidakt men fick en viss vägledning från andra konstnärer. Separat ställde han ut i Uppsala ett par gånger under 1950-talet samt på olika platser i Norrland. Hans konst består av en vildmarksromantik, figurmotiv, landskapsbilder från Spanien och Lappland samt abstrakta mönster. Ros finns representerad vid Uppsala skolförvaltning och Gällivare kommun. Han signerade sina målningar med eric andreas. Eric Ros är begravd på Kusmarks kyrkogård.